# Vojtěch Bartek
Vojtěch Bartek (19. října 1942 Frýdek – 10. března 2013 Ostrava) byl český fotograf a pedagog.

## Život a dílo
Od roku 1990 až do svého odchodu roku 2009 byl tajemníkem Institutu tvůrčí fotografie Slezské univerzity v Opavě. Podílel se jako organizátor i autor na realizaci fotografických dokumentárních projektů Lidé Hlučínska devadesátých let 20. století a Zlín a jeho lidé. V období 1981–1992 byl hlavním organizátorem a komisařem národních a mezinárodních přehlídek audiovizuální tvorby Diafon v Opavě.
Vyučil se v hornickém učilišti v Ostravě (1959), absolvoval dvouletou Průmyslovou školu hornickou pro pracující v Ostravě (1963) a Právnickou školu ROH v Ostravě (1977). V roce 1973 se stal jedním z prvních absolventů Školy výtvarné fotografie Svazu českých fotografů.
Během svého pedagogického působeni vyučoval typografii na Institutu tvůrčí fotografie, a později, na Ústavu fyziky Slezské univerzity, pak krátce výukově působil v předmětech Multimediální skladba obrazu a Základy fotografie. Od roku 1997 učil maturitní nástavbové ročníky oboru fotograf na Integrované střední škole oděvní, služeb a podnikání v Ostravě-Porubě.
Ve své fotografické tvorbě se zaměřoval na krajinářskou fotografii s ekologickou tematikou, na dokumentární fotografii z oblasti Ostravska a na vytváření audiovizuálních programů – diafonů. Z cesty do Indie, kterou podniknul v roce 2000, přivezl řadu černobílých i barevných snímků, z nichž zaujaly panoramatické záběry z ulic Mumbaje.